# Прицепов, Андрей Анатольевич
Андре́й Анато́льевич Прице́пов (род. 6 мая 1960) — советский и российский дипломат. Чрезвычайный и полномочный посланник 1 класса (2022).

## Биография
Окончил с отличием Московский государственный институт международных отношений МИД СССР (МГИМО) в 1982 году. Владеет английским и норвежским языками. На дипломатической работе с 1982 года.
- В 2009—2014 годах — заместитель директора Второго Европейского департамента МИД России.
- В 2014—2019 годах — генеральный консул России в Эдинбурге (Великобритания).
- В 2019—2025 годах — заместитель директора Второго Европейского департамента МИД России.
- С 17 июня 2025 года — чрезвычайный и полномочный посол Российской Федерации в Гайане[1].
- С 3 июля 2025 года — чрезвычайный и полномочный посол Российской Федерации на Сент-Винсенте и Гренадинах по совместительству[2].
- С 8 августа 2025 года — чрезвычайный и полномочный посол Российской Федерации в Республике Тринидад и Тобаго по совместительству[3].

## Дипломатический ранг
- Чрезвычайный и полномочный посланник 2 класса (12 июня 2011)[4].
- Чрезвычайный и полномочный посланник 1 класса (12 сентября 2022)[5].

## Награды
- Медаль ордена «За заслуги перед Отечеством» II степени (2014).
- Медаль ордена «За заслуги перед Отечеством» I степени (2022).
- Почётная грамота Министерства иностранных дел Российской Федерации.

## Семья
Женат, имеет двух дочерей.